# Bloco de polias
Um bloco de polias é um sistema de duas ou mais polias com uma corda ou cabo rosqueado entre elas, usado geralmente para levantar ou puxar cargas pesadas.
As polias são montadas juntas, formando um bloco. Nesse bloco, uma das polias é fixa enquanto a outra se move com a carga. A corda é enrolada entre as polias de modo a fornecer uma vantagem mecânica, que amplifica essa força aplicada na corda.
Heron de Alexandria descreveu guindastes formados por conjuntos (blocos) de polias. Versões ilustradas do livro de Heron intitulado "Livro de levantamento de cargas pesadas" mostra um sistema rudimentar de bloco de polias.